# Mathieu André (maire de Nantes)
Pour les articles homonymes, voir Mathieu André et André.
Mathieu André, sieur de Champeaulx et du Tertre, docteur-ès-droit, fut avocat au Parlement de Bretagne et maire de Nantes de 1568 à 1569.

## Municipalité
Sous-maire : 
- Raoul Tessier de La Sansonnière

Échevins :
- Guillaume Poulain
- Julien Boyleau
- Robert Poullain de Gesvres
- François Arnolet du Tertre
- Jean Baril de La Tousche
- François Biré de La Senaigerie
- Jacques Durande
- Guillaume Gougeon
- Guillaume Bretagne
- Jean Houis

Procureur-syndic :
- Me Mathieu Michel de La Roche (Député de Nantes aux Etats)

## Famille André
Marié avec Jeanne Taillandier, dame des Dervallières, il est le père de Pierre André et le beau-père d'Antoine de Brenezay.